# Djakaridja Koné
Djakaridja Koné (ur. 22 lipca 1986 w Abidżanie) – burkiński piłkarz pochodzenia iworyjskiego grający na pozycji defensywnego pomocnika.

## Kariera klubowa
Karierę piłkarską Koné rozpoczął w Izraelu, w klubie Hapoel Petach Tikwa. W sezonie 2005/2006 zadebiutował w jego barwach w pierwszej lidze izraelskiej. Latem 2006 roku odszedł do Hapoelu Hajfa i występował w nim przez dwa lata. W 2008 roku wrócił do Hapoelu Petach Tikwa, w którym spędził sezon.
W 2009 roku Koné został piłkarzem Dinama Bukareszt. W lidze rumuńskiej zadebiutował 7 sierpnia 2009 w przegranym 0:1 domowym meczu z Internaționalem Curtea de Argeș. Od czasu debiutu był podstawowym zawodnikiem Dinama. W lipcu 2012 roku podpisał kontrakt z Evian Thonon Gaillard FC. W 2015 przeszedł do Sivassporu.
| Sezon   | Klub                | Kraj    | Rozgrywki   | Mecze | Bramki | Rozgrywki Europy | Mecze | Bramki |
| ------- | ------------------- | ------- | ----------- | ----- | ------ | ---------------- | ----- | ------ |
| 2005/06 | Hapoel Petach Tikwa | Izrael  | Ligat ha’Al | 4     | 0      | -                | -     | -      |
| 2006/07 | Hapoel Hajfa        | Izrael  | Ligat ha’Al | 31    | 2      | -                | -     | -      |
| 2007/08 | Hapoel Hajfa        | Izrael  | Ligat ha’Al | 31    | 0      | -                | -     | -      |
| 2008/09 | Hapoel Petach Tikwa | Izrael  | Ligat ha’Al | 25    | 1      | -                | -     | -      |
| 2009/10 | Dinamo Bukareszt    | Rumunia | Liga I      | 21    | 0      | Liga Europy UEFA | 6     | 0      |
| 2010/11 | Dinamo Bukareszt    | Rumunia | Liga I      | 26    | 3      | Liga Europy UEFA | 3     | 1      |
| 2011/12 | Dinamo Bukareszt    | Rumunia | Liga I      | 28    | 1      | Liga Europy UEFA | 4     | 0      |
| 2012/13 | Evian TG            | Francja | Ligue 1     | 16    | 0      | -                | -     | -      |
| 2013/14 | Evian TG            | Francja | Ligue 1     | 21    | 0      | -                | -     | -      |
| 2014/15 | Evian TG            | Francja | Ligue 1     | 26    | 1      | -                | -     | -      |
| 2015/16 | Sivasspor           | Turcja  | Süper Lig   | 18    | 1      | -                | -     | -      |

## Kariera reprezentacyjna
W reprezentacji Burkiny Faso zadebiutował 9 lutego 2011 roku w przegranym 0:1 towarzyskim meczu z Republiką Zielonego Przylądka. W 2012 roku został powołany do kadry na Puchar Narodów Afryki 2012.